# Тополиное (Донецкая область)
Тополиное (укр. Тополине) — село на Украине, находится в Никольском районе Донецкой области.
Код КОАТУУ — 1421787001. Почтовый индекс — 87050. Телефонный код — 6246.

## Население
- 1970 — 863 чел.
- 1976 — 862 чел.
- 2001 — 1040 чел. (перепись)

## Адрес местного совета
87050, Донецкая область, Никольский р-н, с. Тополиное, ул. Шкильна, 11, 2-61-31